# Carbossipeptidasi A
La carbossipeptidasi A è un enzima che taglia l'ultimo amminoacido della catena peptidica in modo molto specifico.
Essa utilizza una catalisi favorita da uno ione metallico, presentando sul sito attivo uno ione Zn2+, una molecola di acqua e il residuo glutammato.
L'acqua viene polarizzata dallo zinco e con l'intervento del glutammato viene deprotonata in -OH. Il gruppo ossidrilico attacca il substrato lasciando un intermedio con una carica negativa che verrà stabilizzata da un altro amminoacido presente nel sito attivo: l'arginina. A questo punto interviene il glutammato che attacca il protone scindendo il legame.
Questo enzima presenta una forte specificità per l'ultimo amminoacido della catena perché l'arginina che presenta una carica positiva è attratta dal gruppo carbossilico con una carica negativa (COO-). Queste interazioni idrostatiche comportano un ripiegamento della catena peptidica che attraggono proprio il legame da scindere sul sito attivo dell'enzima.